# Vanova
Vanova is een chocolademerk van voor de Tweede Wereldoorlog. De chocolade werd geproduceerd in een atelier aan de Belgiëlei 37 in Antwerpen. Het gebouw dat hiervoor werd gebruikt was oorspronkelijk een klooster.
Het Zwitserse Nestlé nam het merk en het gebouw over en verkocht ze eind 1997 door aan de Franse groep OCG Cacao, die dat jaar was opgericht door een groep privé-investeerders. In 2003 werd OCG Cacao aan het Amerikaanse Cargill Cocoa & Chocolate verkocht, dat tot op heden nog steeds aan de Belgiëlei chocolade produceert. Antwerpen is daarmee de enige stad in België waar vandaag de dag nog op industriële schaal chocolade wordt gemaakt.